# Shadow Hearts
Shadow Hearts (シャドウハーツ, Shadōhātsu) é um jogo de RPG desenvolvido pela Sacnoth e publicado pela Aruze Corp no Japão e nos Estados Unidos e Europa pela Midway em 2001. É o primeiro jogo oficial da série Shadow Hearts e continuação espiritual do RPG Koudelka. Shadow Hearts segue as aventuras de Yuri Hyuga, um Harmonixer guiado por uma misteriosa voz em sua cabeça. Ele encontra-se atirado em um conflito antes da Primeira Guerra Mundial, onde ele deve salvar a mulher que ama e o mundo da destruição.

## Jogabilidade
Com uma história linear, encontros aleatórios, batalhas baseadas em turnos, e elementos tradicionais, como pontos de vidas (HP) e pontos de magia (MP), Shadow Hearts se asemelha muito a outros RPGs tradicionais. O Judgment Ring, destinado a incorporar um elemento de azar em vários resultados baseado na habilidade do jogador, é exclusivo para o gênero.

### Ambiente/World Map/Submap
O jogador faz manobras com o personagem 3D no submap, um fundo de cenário pré-renderizado que representa o meio ambiente. Muitos itens são encontrados no submap, geralmente sob a forma de corações, enquanto outros estão marcados com um ponto brilhante. Há também itens visíveis apenas quando o jogador está diretamente na frente deles. Para alterar as localizações em Shadow Hearts, o jogador pode escolher a partir de um mapa do mundo. O mapa do mundo é um mapa estilizado da Europa e China, com pontos indicados.

### Batalha
Shadow Hearts utiliza o sistema de batalha baseado em turnos tradicionais, onde o jogador escolhe as ações dos personagens pelo menu de comando. A lista das ações incluem muitos comandos básicos tais como Ataque, itens, e Escape (Fugir). Os inimigos são encontrados de forma aleatória e não são visíveis no submap. A batalha começa em um ambiente 3D, mudando para uma dimensão semelhante ao o local atual que o personagem do jogo se encontra. Os personagens e inimigos permanecem nas suas respectivas posições e só se deslocam de suas posições quando executam algum ataque. Os personagens são controlados pelo jogador e os inimigos são controlados pela IA da CPU.
A batalha é composta de três personagens que podem ser trocados, com a exceção de Yuri.  Os personagens podem ser posicionados tanto na parte de trás da linha ou na primeira fila da batalha. A parte de trás da linha é adequado para os personagens com menor defesa e ataque físicos, enquanto a primeira fila é adequado para personagens com maior defesa e ataque físicos. Um outro aspecto da batalha é a base de estatística do personagem. Há as tradicionais Hit Points (HP) e Magic Points (MP) e o novo sanity Points (SP). Tal como muitos outros RPGs, o HP do personagem irá diminuir cada vez que receber algum dano dos inimigos e seu MP diminuirá quando uma habilidade ou magia for utilizada. O SP diminui cada vez que ditar quanto tempo pode durar um personagem em uma batalha antes de se tornarem "mentalmente instável". Quando o SP reduzir a zero, o personagem vai entrar automaticamente em um estado frenético e o jogador irá perder o controle desse personagem. Ao final de cada batalha todos os personagens tem seus SP reabastecido. Cada personagem aumenta seu HP, MP e SP cada vez que evolui um nível e há muitos itens que ajudam a restaurar a perda de HP, MP e SP. Há também itens que alivia as dores, como itens que podem reviver.

### Judgment Ring
O Judgment Ring é um elemento único em Shadow Hearts e é usado em muitos aspectos do jogo, incluindo batalhas, Minigames, e até mesmo nas compras de acessórios. O sucesso dos personagens depende do resultado das ações do Judgment Ring. Essencialmente, o Judgment Ring é um círculo com diferentes segmentos coloridos  e uma agulha rotativa que é interrompida pela entrada do jogador. Quando uma ação é escolhida, o Judgment Ring é apresentado no ecrã. Os jogadores terão de assistir a agulha rodando cuidadosamente como uma roleta russa até marcar em dos segmentos coloridos.

## Sinopse

### Definição
Shadow Hearts tem lugar em uma realidade alternativa do mundo real, no ano de 1913. As principais áreas que são visitadas incluem muitos locais reais da China e da Europa. Aqui está uma lista das diferentes localizações encontradas em Shadow Hearts:
- China: Trans-Siberian Railroad, Fengtian, Dalian, Xangai, e Kowloon
- Europa: Praga, Bistritz, Rouen, e Londres.

### História
Shadow Hearts se passa 15 anos depois de Koudelka e começa no final do ano de 1913, relativo a um ramo do Trans-Siberian Railroad na Manchuria. O jogo começa com Yuri a ouvir uma voz em sua cabeça dizendo-lhe para salvar uma garota chamada Alice Elliot, um padre cujo pai foi assassinado recentemente de uma maneira brutal em Rouen na França. Depois de um tempo o cavalheiro Inglês com o nome de Roger Bacon tenta raptar Alice a partir do próprio exército japonês, Yuri a salva, e começa uma busca através da China, Europa e, eventualmente, para descobrir a verdadeira importância de Alice, qual a intenção de Bacon, a identidade da voz misteriosa e seu próprio caminho.
Ao longo da sua viagem na China eles conhecem o Mestre Liu Zhuzhen. Eles também se reúnem a Margarete Gertude Zelle, uma espiã Inglêsa que está a tentar impedir a invasão japonesa de Xangai. Ao longo da viagem eles descobrem que Dehuai, um bruxo, está por trás de todos os acontecimentos demoníacos encontrados até agora. Dehuai revela seus planos, onde seu principal objetivo é realizar a Invocação do "Demon Gate" para convocação da Seraphic Radiance, uma poderosa entidade para destruir Xangai. Ele seqüestra Alice e a leva para Kuihai Tower, onde Yuri e os seus companheiros estão indo ao seu resgate decididos a enfrentar Dehuai. O grupo consegue derrotar Dehuai, mas é incapaz de parar a convocação do Seraphic Radiance. No final, Yuri e os seus companheiros se separam.
A segunda parte da viagem toma parte na Europa. Alice e seus novos companheiros continuam em busca a fim de encontar Yuri. Depois de tanto tempo separados, todos finalmente se reencontram reunidos, incluindo novos amigos ao longo do caminho, que inclui, Halley, o filho de Koudelka e Keith Valentine, um vampiro. A chocante verdade é revelada, uma vez que continuam a viagem o homem que eles próprio chamam de Roger Bacon é realmente Albert Simon, o verdadeiro discípulo de Roger Bacon. O grupo decide acabar com os seus planos de destruir o mundo, onde se deparam com ele em uma terrível batalha final.

## Desenvolvimento
A ideia de Matsuzo Itakura (diretor de arte de Koudelka), que sucedeu Hiroki Kikuta como presidente da Sacnoth, é que este jogo tenha semelhanças com o rpg Koudelka obtendo algumas inovações características. Ele marca a introdução do sistema "Judgment Ring", bem como o "sanity Points".

## Audio
Shadow Hearts tem características vocais durante certas cenas de vídeos. A maior parte do jogo consiste em diálogo escrito acompanhado de emotions para mostrar emoções ou reações. Na América do Norte e nas versões PAL , alguns dos gritos de guerra e utilização dos itens de feitiços permanecerá em sua versão original o japonês.

### Dubladores
O aúdio original da versão japonesa é feita pelos atores:
- Hiroki Takahashi — Urmnaf "Uru" Bort Hyuga
- Chie Sawaguchi — Alice Eliot
- Tatsuya Gashuin — Roger Bacon
- Kenji Nojima — Keith Valentine
- Kimie Sonoza — Margareta G. Zelle
- Kenichirō Sanada — Liu Zhuzhen
- Daisuke Gōri — Albert Simon
- Hiroko Kasahara — Koudelka Iasant
- Hideyuki Tanaka — Jinpachiro Hyuga
- Satoshi Hino — Halley Brancket
- Kiyoshi Kawakubo — Dehuai
- Manami Nakayama — Yoshiko Kawashima

### Trilha Sonora
A trilha sonora de Shadow Hearts foi lançada com dois discos compactos, com o nome de "Shadow Hearts Original Soundtracks Plus1" pela Scitron no Japão em 18 de julho de 2001. Foi composta e organizada por Yoshitaka Hirota e Yasunori Mitsuda e registrados pelo TwinTail Studios. Esse foi o primeiro e grande trabalho de composição de  Hirota para jogos, em parceria de Mitsuda um compositor veterano em músicas de videogame, tendo trabalhado anteriormente em grandes franquias de sucesso como Chrono Trigger, Chrono Cross e Xenogears.
A embalagem do CD foi única na medida em que foi lançada com um pequeno livro em capa dura os CDs continha no cartão, Mangá nas primeiras e últimas páginas. A trilha sonora foi re-lançada mais tarde em 19 de janeiro de 2005, em um processo regular de plástico e com um CD tendo a capa alterada.
O tema final, intitulado "Shadow Hearts~Ending Theme" , foi composta por Hirota e as letras foram escritas por James H. Woan. Cantadas por Hiroko Kasahara e Kyoko Kishikawa.

## Recepção
Shadow Hearts é considerado único por seus fãs pelo seu estilo peculiar. Como o ambiente alternativo da Terra onde monstros e forças místicas parecem comuns. Durante todo o jogo, a gravidade de alguns assuntos e do elementos de horror embate com o seu senso de humor.
As Críticas foram um pouco misturadas, alguns deram ao jogo uma baixa pontuação alegando que faltava originalidade, enquanto outros elogiaram por ser um título original e inovador.